# Seelenlust & Augenweide
Seelenlust & Augenweide. Wagner und Winnetou geben sich die Ehre. Szenen im Salon hieß eine szenische Collage, die am 28. Mai 1988 in Dresden uraufgeführt wurde und danach einige Zeit fest zum Repertoire des „Dresdner Brettl“ gehörte.
Regie führte dabei Carsten Ludwig; die Produktion besorgten die Dresdner Musikfestspiele mit Unterstützung des Staatsschauspiels Dresden.

## Inhalt
Im ersten Teil des Abends wird ein Plüschsalon aufgemacht (Ausstattung: Gerhard Schade), um Sentimentalität des 19. Jahrhunderts vorzuführen. Diese Ouvertüre ist so amüsant wie verblüffend: Was hübsch niedlich-neckisch sich anläßt, eskaliert übers Frivole ins Martialische. Dramaturgisch und darstellerisch perfekt – Pause.
Dann „Walküre“ erster Akt, die Kurzfassung, nicht gesungen, sondern gesprochen – ein alter Hut aus dem Fundus der Wagnerparodien. Der große Gag kommt im dritten Akt „Siegfried“ mit Winnetou als Helden, Text Karl May. Über des Indianers Leiche deklamiert man Ernst von Wildenbruchs Lobgedicht „Kampf vertobte. Zu Richard Wagners Tod“, dazu der dröhnende Einzug der Götter in Walhall aus dem „Rheingold“-Finale. Schluss.

## Beurteilung
„Diese Collage, an sich schon ein Kabinettstück, zielt auf einen Kern ‚teutschen‘ Zeitgeists: Am germanisch-christlichen Wesen solle die Welt genesen. Erst Überlegenheitspose, dann Herrschaftsanspruch, in der Vergangenheit kräftig mitgeschürt durch den politisch-propagandistischen Mißbrauch des Wagnerschen wie des Mayschen Werkes.
Freilich liegt im Gleichsetzen eines Originalgenies mit einem Trivialgenie auch das Problematische des intelligenten, aufschlußreich hintergründigen Theaterabends. Doch auf frappierende Weise werden Mechanismen bloßgelegt, die das Verwandeln hohen humanistischen Anspruchs in inhumanen Größenwahn zustande bringen. Das ‚Hehere‘ neigt halt aufs äußerste dazu, erst das allgemeine Recht, dann die Macht zu usurpieren. Siegfried und Winnetou auf dem Marsch gegen das ‚Minderwertige‘. Gewiß vereinfachend, doch eben nicht falsch.“

## Weitere Mitwirkende
- Gesang: Eleonore Elstermann, Peter Küchler, Jürgen Hartfiel, Gunther Emmerlich
- Tänzerin: Carola Tautz
- Musik (Trio): Peter Glatte (Violine), Johann-Christoph Schulze (Cello), Thomas Mahn (Flügel)

## Gastspiele
Am 1. und 2. März 1989 gastierte das Stück am Cuvilliés-Theater in München; an drei Wochenenden (April bis Juni 1989) am Hebbel-Theater in West-Berlin (ehemals „Theater in der Königgrätzer Straße“).

## Quelle
- Eintrag im Karl-May-Wiki